# Caloptilia argalea
Caloptilia argalea là một loài bướm đêm thuộc họ Gracillariidae. Nó được tìm thấy ở Ấn Độ (Meghalaya) và Sri Lanka.